# Алфи Алън
Алфи Евън Алън (на английски: Alfie Evan Allen) е английски театрален и филмов актьор, номиниран за две награди на „Гилдията на киноактьорите“. Известни филми с негово участие са „Елизабет“, „Агент Коди Банкс 2: Дестинация Лондон“, „Изкупление“, „Другата Болейн“ и сериалът „Игра на тронове“.

## Биография
Алфи Алън е роден на 12 септември 1986 г. в Лондон, Англия. Баща му Кийт Алън е актьор и режисьор, майка му Алисън Оуен е филмов продуцент, а по-възрастната му сестра Лили Алън е певица. Сестра му написва за него песента „Алфи“ („Alfie“), която е включена в дебютния ѝ албум „Alright, Still“.
Алфи завършва средно образование в колеж „Св. Йоан“ в Портсмът, а след това учи актьорско майсторство в Колежа по изящни изкуства в Хампстед, Северен Лондон.
От 2008 до 2010 г. Алфи Алън е сгоден за английската актриса Джейми Уинстоун. От 2010 г. има връзка с английския модел Айона Елизабет (Iona Elizabeth).

## Кариера
Дебютът му е през 1988 г. в епизод от сериала „The Comic Strip Presents...“. През 1998 г. участва в комедийния сериал „You Are Here“ и във филма „Елизабет“ – продуциран от майка му и с участието и на Кейт Бланшет. През 2004 г. играе във филма „Агент Коди Банкс 2: Дестинация Лондон“, който е режисиран от чичо му Кевин Алън. През 2007 и 2008 г. участва във филмите „Изкупление“, екранизация по романа на Иън Макюън и с участието на Кийра Найтли и Джеймс Макавой и в „Другата Болейн“.
На 31 януари 2008 г. заменя Даниъл Радклиф в националното турне на постановката „Equus“. През 2010 г. играе във филмите „The Kid“, „SoulBoy“ и в епизод от сериала „Accused“. През 2013 г. участва във филма „Плен“.
От 2011 г. играе ролята на Теон Грейджой в суперпродукцията на HBO – „Игра на тронове“.

## Избрана филмография
- „The Comic Strip Presents...“ (сериал, 1988)
- „Елизабет“ (1998)
- „Агент Коди Банкс 2: Дестинация Лондон“ (2004)
- „Изкупление“ (2007)
- „Другата Болейн“ (2008)
- „Accused“ (сериал, 2010)
- „Игра на тронове“ (сериал, 2011 – )
- „Плен“ (2013)
- „Джон Уик“ (2014)